# Thüringen (Autriche)
Pour les articles homonymes, voir Thüringen.
Thüringen est une commune autrichienne du district de Bludenz dans le Vorarlberg.